# 屈釴
屈釴（1486年—？），字秉鈞，陝西西安府華州蒲城縣人，軍籍，明朝政治人物。

## 生平
正德五年（1510年）庚午科陝西鄉試第三十名舉人，六年（1511年）中式辛未科會試第一百十八名，三甲第五十名進士。授內江縣知縣，調汲县，歷升户部郎中、夔州府知府。

## 家族
曾祖屈斌；祖父屈深；父屈寧，封大名府推官。母孫氏（封孺人）。具慶下。兄屈銓（尚寶司丞），弟屈鉞、屈銳。